# Flavius Eutychianus
Ne doit pas être confondu avec Eutychien.
Flavius Eutychianus est un homme politique romain de la fin du IVe siècle et du début du Ve siècle. Il est consul pour l'année 398.

## Biographie

### Famille et jeunesse
Eutychianus est le fils de Taurus, consul en 361, et le frère d'Aurelianus, consul en 400. Il pourrait être identifié selon Otto Seeck au personnage de Typhos dans l'œuvre allégorique De la Providence de Synesius, dans laquelle il représente le parti pro-barbare. Synesius dit de lui qu'il eut une jeunesse agitée. Il se convertit à l'arianisme, la forme du christianisme professée par les Goths.

### Carrière politique
Il est comte des largesses sacrées. En 388, le rhéteur Libanius lui écrit pour lui demander une faveur concernant une délégation venue de sa ville d'Antioche. En 390, Libanius décrit Eutychianus comme étant influent à la cour.
Eutychianus est préfet du prétoire en 396-397, probablement pour la préfecture d'Illyrie comme l'indiqueraient certains textes juridiques du Code Théodosien et certaines allusions de Synesius.
Il est préfet du prétoire d'Orient de 397 à 399 après la prise de pouvoir de Gaïnas. En 398, il est nommé consul en même temps que l'empereur romain d'Occident Honorius.
À l'occasion de la chute d'Eutrope, à l'été 399, Eutychianus est déposé et remplacé par Aurelianus. Mais après seulement un an, il est de retour aux affaires et répond aux ordres de Gaïnas, le puissant magister militum d'origine gothique. Après la disgrâce et la fuite de Gaïnas de Constantinople, Eutychianus est à nouveau déposé le 12 juillet 400.
Entre 404 et 405, il est préfet du prétoire d'Orient pour la deuxième fois.